# Austin & Ally
Austin & Ally è una serie televisiva statunitense creata da Kevin Kopelow e Heath Seifert, autori e produttori di Sonny tra le stelle e Jonas L.A..
La serie va in onda negli Stati Uniti dal 4 dicembre 2011 su Disney Channel, mentre in Italia viene trasmessa in anteprima il 17 marzo 2012, e i restanti episodi dal 20 aprile, sempre su Disney Channel. Dal 29 maggio 2017 va in onda in chiaro su Rai Gulp.

## Trama

### Prima stagione
La serie, ambientata a Miami, segue le avventure di Austin e Ally e dei loro rispettivi migliori amici: Dez e Trish. Austin Moon è un cantante e musicista estroverso, mentre Ally Dawson è una brillante ma timida cantautrice che soffre terribilmente di paura da palcoscenico. A insaputa di Ally, Austin e Dez “prendono in prestito” una delle sue canzoni dal suo diario e la registrano, ne fanno un video e lo postano su internet. Austin acquisisce così una grande popolarità nella zona. Quando Trish spinge Ally a rivelare al mondo che è stata lei a scrivere, Austin la convince a diventare sua socia, e i quattro ragazzi creano il Team Austin: con Austin come cantante, Ally come compositrice, Trish come manager e Dez come regista.
I due protagonisti diventano migliori amici mentre cercano di sfondare insieme nel mondo della musica. Alla fine della stagione Austin firmerà un contratto con la Star Records, importante casa discografica.

### Seconda stagione
La seconda stagione porta grandi cambiamenti ai due protagonisti, prima di tutto in ambito sentimentale. I due, infatti, capiranno di provare qualcosa l'uno per l'altra, ma la carriera musicale si frapporrà tra loro e ciò li spingerà a lasciarsi e rimanere solo amici.
Quello che però va a gonfie vele è la musica. Ally riuscirà a superare la sua paura di esibirsi grazie all'aiuto di Austin e firmerà un contratto con la Ramone Records, che le permetterà di incidere il suo primo album. Austin invece partirà per il suo primo tour internazionale insieme a Dez e Trish, mentre Ally sarà costretta a rimanere a Miami per seguire il suo sogno musicale.
Inoltre, in questa stagione, il sogno di Austin di esibirsi la notte di Capodanno a New York si avvererà.

### Terza stagione
Nella terza stagione la carriera di Ally decolla e inciderà il suo primo disco, restando comunque l'autrice delle canzoni di Austin. Tra i due i sentimenti sembrano comunque essere ancora presenti, sebbene entrambi decidano di iniziare una storia con altre persone.
Alla fine, però, finalmente confessano di essere innamorati l'uno dell'altro. Il loro amore però sembra non essere visto di buon occhio dal destino, che mette Austin davanti ad un'importante decisione: Jimmy Starr, direttore della Starr Records, lo obbligherà a scegliere tra Ally e la sua carriera. Il ragazzo decide di non rinunciare di nuovo ai suoi sentimenti e straccia il contratto discografico, seguendo poi Ally nel suo primo tour. Dez si trasferirà a Los Angeles per frequentare una scuola di regia e stare con Carrie, la sua fidanzata, mentre Trish rimarrà a Miami dove aprirà un'agenzia di management.

### Quarta stagione
La quarta e ultima stagione della serie si apre con la fine del tour di Ally e la ristrutturazione totale del Sonic Boom, negozio di strumenti della ragazza e luogo di ritrovo dei quattro amici. Tutto il team, infatti, deciderà di aprire al suo posto una scuola di musica per giovani talenti, la "Austin & Ally Music Factory".
Austin ancora non può esibirsi, in quanto il contratto con la Star Records detiene i diritti sulla sua musica per i successivi dieci anni. Dopo diverse richieste e con il sostegno degli amici Austin riesce a riottenere la sua carriera e, nel frattempo, a vivere la sua storia con Ally.
Tra alti e bassi della scuola e della musica i ragazzi riusciranno a diplomarsi e a scegliere che strada seguire in seguito. Ma riusciranno Austin e Ally a stare insieme anche quando la vita li porterà a chilometri di distanza? Nel finale di serie, ambientato quattro anni dopo, scopriamo che Austin e Ally si sono lasciati proprio a causa di questo e si rincontrano a Miami grazie a Trish e Dez: i due ammettono di non avere mai smesso di amarsi e decidono di formare un duo musicale ufficiale per non doversi più separare.
Nella scena finale viene mostrata la vita dei ragazzi dieci anni dopo. La Austin & Ally Music Factory è diventata un museo commemorativo della storia di Austin e Ally, che intanto si sono sposati e hanno avuto due figli. Dez si è sposato con Carrie, mentre Trish con Chuck ed entrambi hanno un figlio. I quattro ragazzi hanno ormai la propria vita e una propria famiglia, ma continueranno ad essere sempre amici.

## Episodi
| Stagione         | Episodi | Prima TV USA | Prima TV Italia |
| ---------------- | ------- | ------------ | --------------- |
| Prima stagione   | 19      | 2011-2012    | 2012-2013       |
| Seconda stagione | 26      | 2012-2013    | 2013-2014       |
| Terza stagione   | 22      | 2013-2014    | 2014-2015       |
| Quarta stagione  | 20      | 2015-2016    | 2016            |

### Episodi speciali

#### Episodi a due parti
Alcuni episodi della serie sono divisi in due parti, pur avendo titoli differenti. Istinto e razionalità/Partner e paracadute, sono il 10 e 11 episodio della seconda stagione, andati in onda rispettivamente il 24 febbraio e il 17 marzo 2013 negli Stati Uniti, e il 28 giugno e il 5 luglio 2013 in Italia. Ballo e promesse/Ultimi balli e ultime occasioni, sono il 16 e 17 episodio della terza stagione, andati in onda rispettivamente il 10 e il 24 agosto 2014 negli Stati Uniti, e il 22 e il 29 maggio 2015 in Italia. Musical e partenze/Duetti e destini, sono il 19 e 20 episodio della quarta stagione, i due episodi finali della serie, andati in onda entrambi il 10 gennaio 2016 negli Stati Uniteie in Italia il 15 luglio dello stesso anno.

#### Cross-over
Austin & Jessie & Ally: Tutti insieme per Capodanno
Nel novembre 2012 Disney Channel ha annunciato un crossover con la serie Jessie andato in onda in Prima TV, il 7 dicembre 2012 negli Stati Uniti, come episodio speciale natalizio di un'ora. In Italia è andato in onda il 21 dicembre 2013 dopo l'anteprima della serie Liv e Maddie.

#### Monstober Spooktacular Weekend
Per la programmazione americana del mese di ottobre 2015 Disney Channel offre una serie di nuovi episodi basati sul periodo di Halloween, e considerati come dei mini-cross-over.
Austin & Ally vanta di tre cross-over
- Riley e il mondo... del terrore (episodio 11 della prima stagione di Girl Meets World), andato in onda il 2 ottobre negli Stati Uniti, mentre in Italia il 30 ottobre 2016. L'episodio ha come ospiti speciali Ross Lynch e Laura Marano.
- Il club del vampiro (episodio 18 della seconda stagione di Non sono stato io), andato in onda negli Stati Uniti il 2 ottobre 2015 negli Stati Uniti, mentre in Italia il 30 ottobre dello stesso anno. L'episodio ha come ospiti speciali Raini Rodriguez e Calum Worthy da Austin & Ally.
- Spettri terrificanti e storie del terrore (episodio 15 della quarta stagione di Austin & Ally), andato in onda negli Stati Uniti il 4 ottobre 2015, mentre in Italia il 5 febbraio 2016. L'episodio ha come ospiti speciali Kamil McFadden e Trinitee Stokes da K.C. Agente Segreto.

Nota: I sette episodi della programmazione sono tutti collegati tra di loro.

## Personaggi e interpreti

### Personaggi principali
- Austin Monica Moon (stagioni 1-4), interpretato da Ross Lynch e doppiato da Alessandro Campaiola.[3]
È un aspirante cantante che diventa improvvisamente una sensazionale star di internet pubblicando la canzone Double Take rubata dalla sua futura socia e partner Ally Dawson. È un tipo molto stravagante, divertente e solare che grazie alla sua spigliatezza ha molti amici, ma ne considera solo pochi veri, tra cui Ally, Trish e Dez. Dietro la sua facciata da ragazzo frivolo si nasconde un cuore molto tenero che aiuterebbe tutti. Il suo motto è Come butta? che fa insieme a Dez. Ama i pancake, come dimostrato in diversi episodi. Nell'episodio Un rivale per Austin capisce di provare qualcosa per Ally, che lo ricambia, e nell'episodio Partner e paracadute, dopo diverse complicazioni, i due mettono ufficialmente insieme, ma si lasciano poco dopo in Coppie e carriere, decidendo che rimanere solo amici e partner è la cosa migliore. Nonostante questo, i due continuano a provare sentimenti l’uno per l’altra anche dopo la rottura, perciò, nella terza stagione, dopo alcuni equivoci ed essersi nuovamente dichiarati in Ultimi balli e ultime occasioni, si rimettono ufficialmente insieme, stavolta instaurando una relazione sana e solida. Annunciano a tutti il loro fidanzamento nel finale della terza stagione contro il divieto di Jimmy Starr, produttore discografico di Austin, che per questo lo licenzia dall'etichetta discografica, ma lui è felice ugualmente perché sa di aver preso la decisione giusta scegliendo Ally. Nella quarta stagione, Austin riesce a rientrare con successo sulla scena e intanto vive la sua storia d'amore con Ally. Nel penultimo episodio della serie, però, i due si separano nuovamente perché portati in diverse direzioni dopo il diploma (lei ad Harvard e lui in tournèe), motivo per cui, data la lontananza tra loro, decidono di lasciarsi. Nel finale di serie, i due si rincontrano dopo quattro anni a Miami grazie all’aiuto di Trish e Dez e capiscono di non avere smesso mai di amarsi, tornando insieme definitivamente e decidendo di formare un duo musicale per non doversi più separare. La scena finale della serie mostra loro, dieci anni dopo, sposati e con due figli di nome Alex e Ava,[4] seduti al pianoforte a suonare Can't Do It Without You.
- Ally Edgar Dawson (stagioni 1-4), interpretata da Laura Marano e doppiata da Letizia Ciampa.[3]
È un'aspirante cantautrice con un caso estremo di paura del palcoscenico. È socia e amica di Austin, e nonostante abbia paura di esibirsi in pubblico, suona perfettamente il piano ed ha una bellissima voce che non usa. In seguito supera la sua paura del palco, nell'episodio Istinto e razionalità della seconda stagione. Lavora al Sonic Boom, il negozio di musica del padre. Quando è nervosa comincia a masticarsi una ciocca di capelli e quando è depressa comincia a pulire gli strumenti musicali come una pazza. Nella prima stagione ha una cotta per Dallas, il ragazzo del negozio di cellulari, anche se poi non vedendosi più smette di piacerle. Ha un amico di nome Elliot conosciuto al campo estivo ed egli è stato la sua prima cotta. Nell'episodio Fidanzate e amiche della seconda stagione capisce di provare qualcosa per Austin e la cosa è reciproca. Infatti, nell'episodio Partner e Paracadute i due si mettono insieme, ma si lasciano poco dopo in Coppie e carriere, rimanendo comunque amici e partner. Nonostante questo, i due continuano a provare sentimenti l’uno per l’altra anche dopo la rottura, perciò, nella terza stagione, dopo alcuni equivoci ed essersi nuovamente dichiarati in Ultimi balli e ultime occasioni, si rimettono ufficialmente insieme, stavolta instaurando una relazione sana e solida e annunciando a tutti il loro fidanzamento nel finale della terza stagione. Nella quarta stagione vive la sua storia d'amore con Austin, ma nel penultimo episodio i due si separano nuovamente perché portati in diverse direzioni dopo il diploma (lei ad Harvard e lui in tournèe), motivo per cui, data la lontananza tra loro, decidono di lasciarsi. Nel finale di serie, i due si rincontrano dopo quattro anni a Miami grazie all’aiuto di Trish e Dez e capiscono di non avere smesso mai di amarsi, tornando insieme definitivamente e decidendo di formare un duo musicale per non doversi più separare. La scena finale della serie mostra loro, dieci anni dopo, sposati e con due figli di nome Alex e Ava,[4] seduti al pianoforte a suonare Can't Do It Without You.
- Patricia "Trish" Maria De La Rosa (stagioni 1-4), interpretata da Raini Rodriguez e doppiata da Eva Padoan.[3]
È la migliore amica di Ally e amica e manager di Austin (e successivamente anche di Ally). I suoi lavori cambiano ogni giorno a causa della sua mancanza di impegno e presenza sul posto di lavoro, ma nonostante ciò è un'ottima amica che dispensa consigli stravaganti, ma comunque efficaci. Litiga spesso con Dez, ma alla fine sono amici. Ha un carattere molto forte e deciso, a differenza dell'amica che è dolce e timida. Nella terza stagione si mette con Jace, un ragazzo che ha conosciuto in tour. Sempre durante il corso della stagione, riuscirà a mantenere un lavoro fisso, lo Shredder Beach Club, ma verrà licenziata a fine stagione. Nell'episodio finale della stagione, Trish inizia a diventare una manager a tutti gli effetti ottenendo un sacco di nuovi clienti e così riesce a trovare il suo lavoro definitivo: essere un'ottima manager. Nella quarta stagione si esibiscono i Boynado, una band britannica maneggiata da Trish. Sempre nella quarta stagione, veniamo a sapere che ha rotto con Jace. Nel penultimo episodio della serie è l'unica che rimane a Miami e partecipa a un musical, diventando una brava attrice. Nel finale di serie fa ricongiungere Austin e Ally e si scopre che dieci anni dopo si sposerà con Chuck e avrà una figlia, Magnolia Rose.
- Dez Hatfield Wade (stagioni 1-4), interpretato da Calum Worthy e doppiato da Manuel Meli.[3]
È un aspirante regista che filma tutto ciò che può. Dirige tutti i video di Austin (e successivamente anche di Ally) avendo sempre idee molto stravaganti. È il miglior amico di Austin. Non è molto sveglio, ed ha una strana personalità e un insolito stile di moda. Filma e ha una complicata relazione di amico-nemico con Trish. Gli unici film che ha fatto come regista sono stati: Il Dottor Dez e il barcone del terrore e Chele dan dan daaaan, ma ha lavorato anche nel film Il pilota e la sirena di Spike Stevens. Nella terza stagione viene rivelato per la prima volta il suo cognome, rimasto fino ad allora un mistero: è cugino di Dwyane Wade. Nel corso della stagione si fidanza con Carrie, una cameriera dello Shredder Beach Club, di cui è veramente innamorato, ma a quanto pare, lo lascerà, come afferma Dez in Finti matrimoni e spot pubblicitari della quarta stagione, anche se si scopre che i due non si sono mai lasciati e che è stato tutto un fraintendimento, e decidono di rimettersi insieme. Si sposeranno e avranno un figlio, Darrie.

### Personaggi secondari
- Lester Dawson (stagioni 1-4), interpretato da Andy Milder e doppiato da Antonio Palumbo.
È il papà di Ally e il gestore del negozio di Sonic Boom. È un po' tirchio ma un buon padre. Lui e la madre di Ally sono divorziati.
- Penny Dawson (stagione 2), interpretata da Julia Campbell.
È la madre di Ally. È partita per l'Africa e ha scritto un libro sulla fauna della zona. Grazie a lei, Ally supera la sua paura del palcoscenico. Lei e il padre di Ally sono divorziati.
- Jimmy Starr (stagioni 1-4), interpretato da Richard Whiten e doppiato da Enrico Pallini.[3]
È il produttore discografico della Starr Records. Nella prima stagione, offre ad Austin un contratto con la casa discografica. In seguito caccerà Austin dalla sua etichetta e gli impedirà di fare musica, visto che gli ha disubbidito, dicendo a tutti che lui ed Ally stanno insieme. Tuttavia Jimmy riprenderà Austin nella sua etichetta durante il corso della quarta stagione.
- Carrie (stagioni 3-4), interpretata da Hannah Kat Jones e doppiata da Elena Perino.[3]
È una cameriera che conosce Dez e si fidanza con lui. È molto strana e pazza, in fondo come Dez, perciò insieme sono perfetti. Ha una sorella di nome Piper, a cui vuole molto bene. Lascia Miami a malincuore nell'ultimo episodio della terza stagione, e questo costringe Dez a seguirla a Los Angeles. Nel finale di serie si scopre che Carrie sposerà Dez e avrà con lui un figlio, Darrie.
- Kira Starr (stagioni 1-4), interpretata da Kiersey Clemons e doppiata da Valentina Favazza.[3]
È la figlia di Jimmy Starr. Austin ha una cotta per lei, e si mettono insieme, ma quando Austin capisce di amare Ally, i due si lasciano.
- Chuck McCoy (stagioni 2-4), interpretato da John Paul Green e doppiato da Gabriele Patriarca.[3]
È l'acerrimo nemico di Dez, e lo sfida sempre a qualche gara dove di solito vince sempre Chuck. Appare per la prima volta nell'episodio "Spa e Spezie". Dopo alcuni episodi di inimicizia, nella puntata "Famiglie e Faide" lui e Dez diventano amici, ma continuano a sfidarsi tra loro, come è visto in alcuni episodi della terza stagione. Nel finale di serie, si scopre inaspettatamente che Chuck sposerà Trish e avrà con lei una figlia.
- Brooke (stagioni 2-4), interpretata da Carrie Wampler e doppiata da Gaia Bolognesi.[3]
È la ex fidanzata di Austin. Da quando questo l'ha lasciata, non si è arresa e cerca sempre di riconquistarlo, e spesso viene considerata una pazza perché farebbe tutto per essere la ragazza di Austin. Dopo aver rotto con Austin avrà un'ulteriore comparsa nella seconda stagione, due nella terza e una nella quarta.
- Jett Deely (stagione 2-4), interpretato da Russ Marchand e doppiato da Edoardo Stoppacciaro.[3]
È un presentatore della radio e un intervistatore. Nell'episodio Canzoni maschili e distintivi, incita Austin a scrivere una canzone ma Austin non lo sa fare. Appare anche nella terza stagione come intervistatore di Roxy, ovvero l'alias di Ally e nell'episodio Video e cattivi, presentando alcuni video musicali di Austin. Nella quarta stagione appare nuovamente presentando i Miami Video Music Awards.
- Nelson (stagione 1-2), interpretato da Cole Sand e doppiato da Riccardo Suarez
È un bambino che nella prima e seconda stagione prende lezioni di musica da Ally. Ama davvero la musica, ma la musica non ama molto lui. Quando si confonde con il significato di alcune parole dice sempre "Oh Nespole!"
- Dallas (stagione 1), interpretato da Noah Centineo.
È un ragazzo molto carino ma un po' imbranato, è innamorato di Ally e anche lei ha una cotta per lui ma poi Ally si innamora di Austin.
- Megan Simms (stagione 2), interpretata da Aubrey K. Miller e doppiata da Arianna Vignoli.[3]
È una bambina di soli 10 anni, ma è un'influente giornalista. Lavora per la rivista Cheetah Beat e appare nella seconda stagione, con lo scopo di intervistare il team Austin & Ally.
- Mike e Mimi Moon (stagioni 1-4), interpretati da John Henson e da Jill Benjamin e doppiati da Vittorio Guerrieri e Roberta Greganti.[3]
Sono i genitori di Austin, lavorano al regno del materasso insieme e vogliono che il figlio lavori con loro.
- Jace (stagione 3), interpretato da Cameron Deane Stewart e doppiato da Stefano Broccoletti.[3]
È il fidanzato di Trish nella terza stagione. Trish l'ha conosciuto in tour, e lo vede solo poco volte o per videochat perché non abita a Miami. Nella quarta stagione i due si lasciano.
- Gavin (stagione 3), interpretato da Cameron Jebo e doppiato da Daniele Giuliani.[3]
È un cantante country che fa un duetto con Ally e successivamente si fidanza con lei, ma per poco. Infatti al ballo di fine anno viene lasciato da Ally.
- Piper (stagione 3), interpretata da Hayley Erin e doppiata da Giulia Franceschetti.[3]
È la sorella di Carrie fidanzata di Austin per un breve della terza stagione. Infatti al ballo di fine anno lascia Austin perché capisce che c'è qualcosa tra lui e Ally.
- Kimmy (stagione 2-4), interpretata da Cassidy Ann Shaffer e doppiata da Monica Volpe.[3]
È una cheerleader del liceo Marino, sempre molto esaltata e energica. Viene sempre affidato a lei il compito di annunciare qualcosa o di eleggere qualcuno.
- Val Crawford (stagione 2), interpretata da Saidah Arrika Ekulona.
Lei è la manager del gruppo delle micette sperdute, è disposta a fare ogni cosa per cercare di ottenere ciò che vuole ed è un po' impaziente.
- Jean Paul-Paul Jean, interpretato da Arturo Del Puerto e doppiato da Alessandro Quarta.
È l'editore della rivista Miami Music e si veste in modo stravagante con pellicce di vari animali.
- Ronnie Ramone (stagioni 2-4), interpretato da Joe Rowley.
È il proprietario della Ramone Records, la società che appoggia Ally. Lui vieta ad Ally di scrivere canzoni per Austin ma alla fine le permette di continuare a farlo.
- Mindy (stagione 1), interpretata da Ashley Fink.
È una ragazza che ha una cotta per Dez, ma lui non ricambia gli stessi sentimenti per lei. È molto aggressiva, specialmente con Ally. Lavora al ristorante Melody Diner.
- Trent (stagione 2), interpretato da Trevor Jackson e doppiato da Mirko Cannella.[3]
È il fidanzato di Trish in un episodio della seconda stagione. Si fidanza con lei solo per ottenere il posto di ballerino per il gruppo di Austin. Sfida quest'ultimo ad un dance-off e in un altro episodio distrugge l'intero set del programma TV a causa di centinaia di api, liberate da Dez.
- Sun Hee (stagione 3), interpretata da Kahyun Kim.
È una studentessa sudcoreana del liceo Marino che partecipa al glee club della scuola. Nessuno la capisce perché parla sempre la sua lingua, anche se capisce e sa parlare l'inglese. Ha una relazione prendi e molla con Chuck, e al ballo della scuola si rimettono insieme.
- Miles (stagioni 3-4), interpretato da Román Zaragoza e doppiato da Marco Barbato.[3]
È un ragazzo che studia al Liceo Marino e che canta nel glee club della scuola e ha partecipato alla recita della Bella Addormentata. È conosciuto per parlare a voce bassa, tanto da non far sentire agli altri cosa dice.
- Coach Simmons (stagioni 3-4), interpretato da Bruno Amato e doppiato da Massimiliano Plinio.[3]
È il coach della scuola ed è sia insegnante di canto e di recitazione, sia di wrestling. Infatti si dice che batta i suoi avversari a ritmo di musica. È grosso sia di voce che di corporatura, ma non è cattivo.

## Colonna sonora

### Tracce
1. Ross Lynch – Heard It on the Radio
2. Ross Lynch – A Billion Hits
3. Ross Lynch – Not a Love Song
4. Ross Lynch – Illusion
5. Ross Lynch – Na Na Na (The Summer Song)
6. Ross Lynch – Double Take
7. Ross Lynch – It's Me, It's You
8. Ross Lynch – Heart Beat
9. Ross Lynch – Better Together
10. The Way That You Do
11. Ross Lynch – Break Down the Walls
12. Ross Lynch – Can't Do It Without You (Theme Song)
13. R5 – Crazy 4 U
14. R5 – What Do I Have to Do?

### Bonus track
1. Ross Lynch – Can You Feel It

### Austin & Ally: Turn It Up
Pubblicato il 17 dicembre 2013, Austin & Ally: Turn it up contiene tredici canzoni di cui quattro della seconda stagione e nove della terza cantate da Ross Lynch, Laura Marano e Chloe x Halle. In alcuni negozi come i dischi sono venduti con track bonus.

### Tracce
1. Ross Lynch – Upside Down
2. Laura Marano – Me and You
3. Ross Lynch – Who U R
4. Ross Lynch – Superhero
5. Ross Lynch – Parachute
6. Ross Lynch – What We're About
7. Ross Lynch – Chasin' the Beat of My Heart
8. Laura Marano – Stuck on You
9. Ross Lynch – Redial
10. Steal Your Heart
11. Ross Lynch – Better than This
12. Ross Lynch – I Think About You
13. Chloe x Halle – Unstoppable

### Bonus track
1. Laura Marano – Finally Me
2. Ross Lynch e Debby Ryan – Face to Face
3. Ross Lynch – Who I Am
4. Laura Marano e Ross Lynch – Don't Look Down
5. Ross Lynch – Got It 2

### Trecce
1. Ross Lynch e Laura Marano – Can't Do It Without You (Theme Song – Duet Version)
2. Ross Lynch – Take It from the Top
3. Laura Marano – No Place Like Home
4. Laura Marano – Play My Song
5. Laura Marano – Dance Like Nobody's Watching

### Tutte le canzoni

#### Prima stagione
1. Can't Do It Without You (sigla)
2. Double Take (Rockers e Compositori)
3. Song Song (Rockers e Compositori)
4. Break Down The Walls (Rockers e Compositori)
5. A Billion Hits (Canguri e Caos)
6. Not a Love Song (Segreti e libri delle canzoni)
7. It's Me, It's You (Zalieni e guarda-nuvole)
8. The Butterfly Song (Blogger e farfalle)
9. Trash Talka (Biglietti e sacchetti)
10. Better Together (Agenti e polpette)
11. You Don't See Me (Deejay e Demo)
12. Heard It on the Radio (Compositori e stelle marine)
13. Suzy's Soups Jingle (Zuppe e stelle)
14. Melody Diner Song (Tavole calde e appuntamenti)
15. Heartbeat (Tavole calde e appuntamenti)
16. The Food Songs (Tavole calde e appuntamenti)
17. Na, Na, Na (Palude Party)
18. The Way That You Do (Musica e materassi)
19. Ally's Goodbye Song (Album e audizioni)
20. Illusion (Album e audizioni)

#### Seconda stagione
1. Don't Look Down (Realtà e finzione)
2. Sonic Boom Groove (Riviste e bugie)
3. Who I Am (Riviste e bugie)
4. Got it 2 (Piagnucoloni e colonia)
5. Hey Jessie, Can't Do It Without You (sigla di Austin & Jessie & Ally: Tutti insieme per Capodanno)
6. Christmas Soul (Austin & Jessie e Ally: Tutti insieme per Capodanno)
7. Can You Feel It (Austin & Jessie & Ally: Tutti insieme per Capodanno)
8. Face 2 Face (Austin & Jessie & Ally: Tutti insieme per Capodanno)
9. No Ordinary Day (Cuor leggero e alito pesante)
10. You Can Come to Me (Istinto e razionalità)
11. I Think About You (Partner e paracadute)
12. Butch and Bitey Song (Coppie e carriere)
13. Pillow Fight (Album e audizioni)
14. Call a Pioneer Ranger (Canzoni maschili e distintivi)
15. Elevator Doors (Grossi guai e piccoli bluff)
16. Finally Me (Grossi guai e piccoli bluff)
17. The Ally Way (Video virali e un pessimo modo di ballare)
18. Steal Your Heart (Giudici e canzoni rubate)
19. Timeless (Festival mondiale e fiera delle invenzioni)
20. Living In The Moment (Cheerleader e giocatori di basket)
21. I Got That Rock N' Roll (Barboni da spiaggia e gingilli)
22. Unstoppable (Settimana di Moon e Mentori)
23. Lost His Voice Song (Verità nascoste e rock-umentari)
24. The Me That You Don't See (Nuovi inizi e addii)
25. Better Than This (Nuovi inizi e addii)

#### Terza stagione
1. Chasin' the Beat of My Heart (Viaggi e punti d'incontro)
2. You Wish You Were Me (Popolarità e veri amici)
3. Redial (Beach club e il tesoro dei pirati)
4. I Love Christmas (Sviste e vischio)
5. Austin & Ally Glee Club Mash-Up (Glee club e gloria)
6. Who U R (Ally e Roxy)
7. Upside Down (Principesse e premi)
8. Stuck on You (Critici e fiducia)
9. Heart of the Mermaid (Registi e dive)
10. Me and You (Rubacuori e homecoming)
11. Hey, Girl (Fanatici e favori)
12. What We're About (Fanatici e favori)
13. Look Out (Uova e extraterrestri)
14. Austin's Prom Proposal Song (Ballo e promesse)
15. Superhero (Amici veri e cyber-nemici)
16. Parachute (Salvare il Sonic Boom)

#### Quarta stagione
1. No Place Like Home (Ognuno per la sua strada)
2. The Spanish Song (L'esame di spagnolo)
3. Canzoni di "The Billie and Bobbie Show" (Duetti e tradimenti)
4. The Dezzie and Lily Show (Duetti e Tradimenti)
5. Play My Song (La mini manager)
6. Dance Like Nobody's Watching (La danza del sangue)
7. Take It From The Top (L'entrata in scena)
8. Whirlwind Kind Of Love (Lotta e fuga)
9. Unite To Fight The Storm (Lotta e fuga)
10. I Can't Let You Go (Lotta e fuga)
11. Jump Back Kiss Ya Self (Tocchi, toghe e tomi)
12. Perfect Christmas (Un amore di elfo)
13. You've Got a Friend (Musical e partenze)
14. Two In A Million (Duetti e destini)

### La sigla
La sigla Can't Do It Without You è cantata da Ross Lynch (Austin Moon) è un riferimento di Austin verso Ally. La canzone è presente in alcuni episodi come Album e Audizioni e Glee Club e Gloria come versione rispettivamente acustica e a cappella, e a volte è citato il titolo come nell'episodio Fidanzate e Amiche e Partner e Paracadute.
Dalla prima fino alla terza stagione la sigla rimane la stessa, mostrando i personaggi della serie sempre come sono nella prima stagione; mentre nella quarta stagione la sigla si rinnova: la canzone rimane la stessa diventando però un duetto tra Ross Lynch e Laura Marano, mentre il video viene stravolto mostrando i personaggi più grandi di tre anni dall'inizio di Austin & Ally. Vengono inoltre mostrate delle piccole scene di alcuni episodi della serie, cosa che nella sigla precedente non accadeva.

## Sviluppo e produzione
La serie è stata definita come una "piccola-grande" versione della commedia drammatica di HBO Entourage.
Il 25 maggio 2011 Disney Channel ha annunciato che Austin & Ally sarebbe diventata una serie. L'episodio pilota è stato diretto da Shelley Jensen ed è stato prodotto a metà febbraio 2011. I casting per i protagonisti si sono tenuti nazionalmente negli Stati Uniti e le riprese per l'episodio pilota nel Los Angeles Center Studios si sono svolte all'inizio di marzo 2011.
Il 27 gennaio 2011, infatti, Disney Channel aveva annunciato che erano stati assegnati i primi quattro ruoli. I primi quattro membri del cast sono Ross Lynch, Laura Marano, Calum Worthy e Raini Rodriguez. Nel maggio 2011 è stato annunciato che la produzione era iniziata. Il 29 settembre 2011 è stato rivelato che Disney Channel aveva esteso da 13 a 21 il numero degli episodi da produrre.
L'11 marzo 2012 viene rinnovata per la seconda stagione e dal maggio di quell'anno sono iniziate le riprese. Il 12 marzo 2013 la serie è stata nuovamente rinnovata con una terza stagione, le cui riprese sono iniziate l'8 luglio e si sono concluse il 24 gennaio 2014. Il 25 aprile è stata rinnovata per una quarta e ultima stagione, dopo una serie di campagne sui social media da parte dei fan, e il 16 ottobre di quell'anno sono iniziate le riprese.

## Errori e curiosità
- Nell'episodio Rockers e compositori (1x01), il talk show a cui Austin partecipa, The Helen Show, è una chiara parodia di The Ellen Show.
- Nell'episodio Zalieni e guarda-nuvole (1x04), Dez elenca i film della saga di Zalieni. Tra questi c'è Zalieni 8, tuttavia nell'episodio Coppie e carriere (2x13) afferma che l'uscita di Zalieni 8 è programmata prossimamente.
- Nell'episodio Deejay e Demo (1x09), Austin dice che nessuno conosce Ally e quindi Trish può fingere di essere lei. In realtà Austin ha presentato Ally all'Helen Show nell'episodio Rockers e compositori (1x01).
- Nell'episodio Tavole calde e appuntamenti (1x16), mentre Austin canta Heart Beat, il suo bracciale appare e scompare da un'inquadratura all'altra.
- Nell'episodio Musica e materassi (1x18), Ally afferma che dà lezioni di musica al figlio di Jimmy Starr da mesi. Ma nell'episodio Fidanzate e amiche (2x08), Jimmy afferma che Kira è la sua unica figlia.
- Nell'episodio Album e audizioni (1x19) Austin e Dez dicono che Ally è nata intorno ai primi di febbraio, tuttavia nell'episodio La danza del sangue (4x10) si scopre che Ally è nata il 29 novembre.
- Nell'episodio Festival mondiale e fiera delle invenzioni (2x20), dopo l'esibizione di Austin, Trish appoggia il basso al muro, che però cade. Nella scena successiva, tuttavia, è ancora appoggiato al muro.
- Nell'episodio Grossi guai e piccoli bluff (2x17), Ally canta la canzone I Got That Rock N' Roll, che in realtà non ha ancora scritto, infatti viene composta nell'episodio Barboni da spiaggia e gingilli (2x22). Si tratta di un errore di trasmissione: l'episodio Barboni da spiaggia e gingilli doveva infatti essere trasmesso prima di Grossi guai e piccoli bluff.
- Nell'episodio Settimana di Moon e mentori (2x24), Austin e Ally diventano coach del talent show America's Top Talent, chiaro riferimento al talent show America's Got Talent, mentre le poltrone rotanti sono un riferimento a The Voice.
- L'episodio Glee Club e gloria (3x06) è un riferimento alla serie televisiva Glee.
- Nell'episodio Registi e dive (3x11), quando Austin (Ross Lynch) afferma di aver sempre sognato di fare un musical da spiaggia, Ally dice "Potresti fare la parte del surfista cantante", chiaro riferimento al film Teen Beach Movie con protagonista Ross Lynch.
- Nell'episodio Video e cattivi (3x18), nella classifica dei migliori video di Austin Moon è presente il video di Timeless, che però era solo un sogno di Austin, impossibile da reperire.
- Nell'episodio speciale Austin & Jessie & Ally: Tutti insieme per Capodanno, Trish utilizza l'assistente vocale del suo smartphone, "Cheeri", ovvio riferimento parodistico al software Siri della Apple Inc.
- Nella versione italiana alcuni titoli degli episodi della serie non hanno il classico & come nella versione originale. Gli episodi in questione sono i presenti: Il quindicesimo compleanno, Palude Party, Un rivale per Austin, Salvare il Sonic Boom, Ognuno per la sua strada, Un'inaugurazione rischiosa, L'esame di spagnolo, Talenti nascosti, La mini manager, La danza del sangue, L'entrata in scena, Un amore di elfo (di cui gli ultimi otto tutti nella quarta stagione).

## Riconoscimenti
- J-14 Teen Icon Awards
  - 2012 – Candidatura all'attore icona TV a Ross Lynch
- Hollywood Teen Awards
  - 2012 – Candidatura alla star preferita a Ross Lynch
- Nickelodeon Kids' Choice Awards
  - 2013 – Attore TV preferito a Ross Lynch
  - 2014 – Attore TV preferito a Ross Lynch
  - 2015 – Programma TV per ragazzi preferito
  - 2015 – Attore TV preferito a Ross Lynch
  - 2015 – Attrice TV preferita a Laura Marano
- Radio Disney Music Awards
  - 2013 – Miglior video musicale per Heard It On The Radio
- Imagen Awards
  - 2013 – Miglior attrice TV giovane a Raini Rodriguez
- J4T AWARDS
  - 2013 – Migliore serie Disney
- Nickelodeon Kids' Choice Awards Argentina
  - 2013 – Candidatura al miglior show televisivo internazionale
  - 2015 – Programma internazionale
- J4T DISNEYAWARDS2014
  - 2014 – Miglior serie
  - 2014 – Miglior canzone per Can't Do It Whitout You
  - 2014 – Candidatura alla miglior attrice a Laura Marano
  - 2014 – Miglior attore a Ross Lynch
- Nickelodeon Kids' Choice Awards Messico
  - 2014 – Candidatura al programma internazionale
  - 2015 – Programma internazionale
- Nickelodeon Kids' Choice Awards Colombia
  - 2015 – Programma internazionale
- Imagen Awards
  - 2015 – Candidatura alla miglior attrice non protagonista in una serie TV a Raini Rodriguez
- Teen Choice Awards
  - 2013 – Miglior attore in una serie TV commedia a Ross Lynch
  - 2014 – Miglior attore in una serie TV commedia a Ross Lynch
  - 2015 – Miglior attore in una serie TV commedia a Ross Lynch
  - 2016 – Miglior attore in una serie TV commedia a Ross Lynch
  - 2015 – Candidatura alla miglior star TV femminile dell'estate a Laura Marano
  - 2015 – Candidatura alla miglior serie TV commedia
  - 2015 – Candidatura alla miglior intesa in una serie TV a Ross Lynch e Laura Marano
- Meus Prêmios Nick
  - 2015 – Miglior serie TV

## Austin & Ally nel mondo
| Paese/regione                                               | Canale         | data di inizio                                                    | Titolo              |
| ----------------------------------------------------------- | -------------- | ----------------------------------------------------------------- | ------------------- |
| Stati Uniti                                                 | Disney Channel | 2 dicembre 2011 (Anteprima) 4 dicembre 2011 (Resto degli episodi) | Austin & Ally       |
| Canada                                                      | Family         | 20 gennaio 2012                                                   | Austin & Ally       |
| Argentina Colombia Ecuador Messico Perù Venezuela Guatemala | Disney Channel | 26 febbraio 2012                                                  | Austin & Ally       |
| Brasile                                                     | Disney Channel | 26 febbraio 2012                                                  | Austin & Ally       |
| Cile                                                        | Disney Channel | 26 febbraio 2012                                                  | Austin & Ally       |
| Cile                                                        | Canale 13      | 13 luglio 2013                                                    | Austin & Ally       |
| Singapore                                                   | Disney Channel | 3 marzo 2012                                                      | Austin & Ally       |
| Irlanda Regno Unito                                         | Disney Channel | 30 marzo 2012 (Anteprima) 20 aprile 2012 (Resto degli episodi)    | Austin & Ally       |
| Turchia                                                     | Disney Channel | 10 marzo 2012 (Anteprima) 28 aprile 2012 (Resto degli episodi)    | Austin ve Ally      |
| Polonia                                                     | Disney Channel | 10 marzo 2012 (Anteprima) 28 aprile 2012 (Resto degli episodi)    | Austin i Ally       |
| Grecia                                                      | Disney Channel | 10 marzo 2012 (Anteprima) 28 aprile 2012 (Resto degli episodi)    | Όστιν και Άλλυ      |
| Danimarca Finlandia Norvegia Svezia                         | Disney Channel | 16 marzo 2012                                                     | Austin & Ally       |
| Australia                                                   | Disney Channel | 23 marzo 2012                                                     | Austin & Ally       |
| Italia                                                      | Disney Channel | 17 marzo 2012 (Anteprima) 20 aprile 2012 (Resto degli episodi)    | Austin & Ally       |
| Francia                                                     | Disney Channel | 20 marzo 2012 (Anteprima) 11 aprile 2012 (Resto degli episodi)    | Austin et Ally      |
| Irlanda Regno Unito                                         | Disney Channel | 30 marzo 2012 (Anteprima) 20 aprile 2012 (Resto degli episodi)    | Austin & Ally       |
| Paesi Bassi                                                 | Disney Channel | 5 maggio 2012                                                     | Austin & Ally       |
| Spagna                                                      | Disney Channel | 18 maggio 2012                                                    | Austin & Ally       |
| Giappone                                                    | Disney Channel | 25 maggio 2012 (Anteprima) 2 giugno 2012 (Resto degli episodi)    | オースティン&アリー |
| Bulgaria                                                    | Disney Channel | 11 maggio 2012                                                    | Austin & Ally       |
| Arabia Saudita                                              | Disney Channel | 11 maggio 2012                                                    | Austin & Ally       |
| Croazia                                                     | Disney Channel | 11 maggio 2012                                                    | Austin & Ally       |
| Rep. Ceca                                                   | Disney Channel | 11 maggio 2012                                                    | Austin & Ally       |
| Ungheria                                                    | Disney Channel | 11 maggio 2012                                                    | Austin & Ally       |
| Romania                                                     | Disney Channel | 11 maggio 2012                                                    | Austin & Ally       |
| Ucraina                                                     | Disney Channel | 11 maggio 2012                                                    | Austin & Ally       |
| Russia                                                      | Disney Channel | 8 dicembre 2012                                                   | Остин и Элли        |
| Taiwan                                                      | Disney Channel | 3 settembre 2012                                                  | 奧斯汀與艾莉        |
| Israele                                                     | Disney Channel | 9 marzo 2012                                                      | אוסטין ואלי         |
| Kazakistan                                                  | Channel 31     | 3 luglio 2013                                                     | Остин и Элли        |
| Sudafrica                                                   | Disney Channel | 11 maggio 2013                                                    | Austin & Ally       |
| Belgio Paesi Bassi                                          | Disney Channel | 5 maggio 2012 (Sneak peek) 20 luglio 2012 (Anteprima)             | Austin & Ally       |
| Serbia                                                      | Disney Channel | 11 maggio 2013                                                    | Остин и Али         |
| Croazia                                                     | Disney Channel |                                                                   | Austin i Ally       |